# Antonio Tamburini (Sänger)

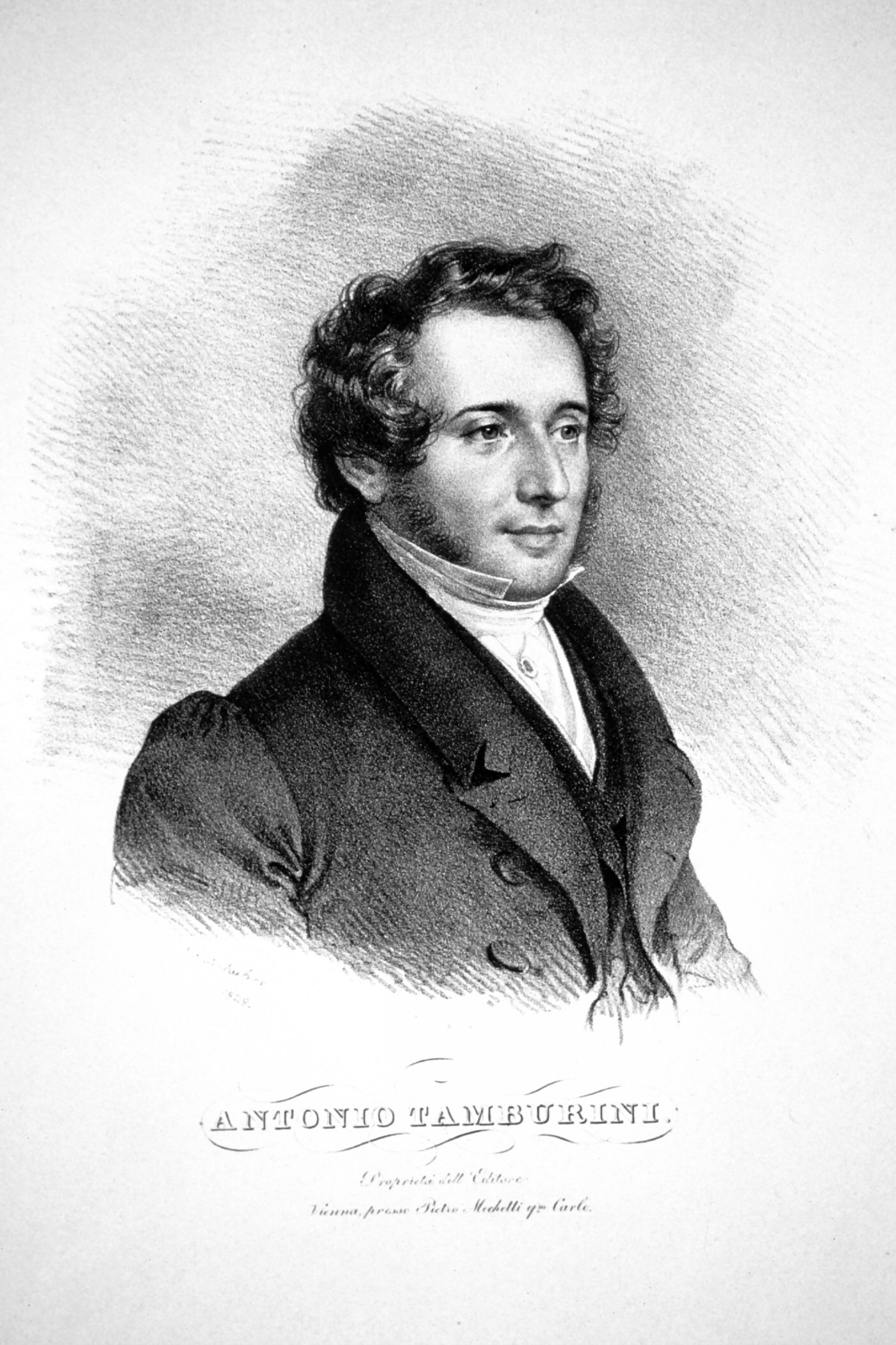
Antonio Tamburini, Lithographie von Josef Kriehuber, 1828

Antonio Tamburini, Lithographie von Friedrich Franz Adolf Kratzschmer (1806 - 1886), 1838

Antonio Tamburini (* 28. März 1800 in Faenza; † 8. November 1876 in Nizza) war ein italienischer Opernsänger (Bariton).

## Leben
Geboren in Faenza, studierte er bei seinem Vater, einem Kapellmeister das Horn und Gesang bei Aldobrando Rossi und Bonifazio Asioli. Mit 18 Jahren debütierte er in der Oper  La contessa di colle erbose von Pietro Generali. Im weiteren Verlauf wurde er einer der besten und gesuchtesten Baritons seiner Zeit. Sein Stimmumfang soll vom hohen G bis zum tiefen C gereicht haben. Er sang in Piacenza, Neapel, Livorno und Turin, bis er 1822 an die Scala kam.  Weitere Engagements folgten in Wien, London und Paris (1832–1851). 1855 trat er von der Bühne ab und beschränkte sich bis 1869 auf Konzertauftritte.
Seine schöne, weiche und flexible Stimme entsprach dem Belcanto-Ideal seiner Zeit. Gerühmt wurde seine blendende Erscheinung und eine eindrucksvolle Bühnenpräsenz.
Er trat oft mit dem Tenor Giovanni Battista Rubini und der Sopranistin Giulia Grisi auf.
Tamburini ist berühmt für seine Verbindung mit dem Opernschaffen von Bellini und Donizetti. So gehörte er mit Giovanni Battista Rubini, Giulia Grisi und Luigi Lablache zu dem berühmten Puritani-Quartett. Bei der Premiere von Donizettis Don Pasquale trat dieses Quartett wieder auf der Bühne auf, wobei Rubini durch Giovanni Mario ersetzt wurde.
Ab 1822 war er mit der Altistin Marietta Gioja-Tamburini verheiratet, mit der er auch oft auf der Bühne stand.

## Tamburinis Rollen bei Uraufführungen
- 1820 Mercadante: Violenza e Costanza (Atlante)
- 1822 Mercadante: Adele ed Emerico (Generale Banner)
- 1822 Donizetti: Chiara e Serafina (Picaro)
- 1824 Donizetti: L’ajo nell’imbarazzo (Don Giulio)
- 1826 Donizetti: Alahor in Granata (Titelrolle)
- 1827 Bellini: Il pirata (Ernesto)
- 1828 Donizetti: Alina, regina di Golconda (Volmar)
- 1828 Donizetti: Gianni di Calais (Rustano)
- 1828 Bellini: Bianca e Fernando (Filippo)
- 1829 Pacini: Il talismano (Riccardo Cuor di Leone)
- 1829 Bellini: La straniera (Valdeburgo)
- 1830 Donizetti: Imelda de’ Lambertazzi (Bonifacio)
- 1831 Mercadante: Zaira (Orosmane)
- 1831 Donizetti: Francesca di Foix (il Re)
- 1831 Donizetti: La romanzesca e l’uomo nero
- 1831 Coccia: Edoardo Stuart in Scozia (Titelrolle)
- 1832 Donizetti: Fausta (Costantino)
- 1835 Donizetti: Marin Faliero (Israele Bertucci)
- 1835 Bellini: I puritani (Riccardo)
- 1836 Mercadante: I briganti (Hermann)
- 1843 Donizetti: Don Pasquale (Malatesta)